# Йоахім фон Штюльпнагель
Йоахім Фріц Константін фон Штюльпнагель (нім. Joachim Fritz Constantin von Stülpnagel; 5 березня 1880, Глогау — 17 травня 1968, Обераудорф) — німецький офіцер, генерал піхоти вермахту.

## Біографія
Син генерала піхоти Фердинанда фон Штюльпнагеля і його дружини Марії Клари Розалі Франциски Антінії, уродженої Бронсарт фон Шеллендорф. В 1895 році поступив на службу в Прусську армію. Учасник Першої світової війни. Після демобілізації армії залишений у рейхсвері. 31 грудня 1931 року вийшов у відставку, оскільки не зміг отримати посаду начальника армійського управління. 1 січня 1932 року став директором видавництва газети Berliner Börsen-Zeitung. Взимку 1932/33 року обговорювалась кандидатура Штюльпнагеля на посаду військового міністра в кабінеті Гітлера-Папена. 1 жовтня 1936 року заснував видавництво вермахту, яке в 1943 році конфіскувало Нацистське управління преси. 26 серпня 1939 року призваний на службу і призначений командувачем резервною армією, проте вже 31 серпня звільнений у відставку, оскільки назвав військову політику Гітлера катастрофічною. 16 серпня 1944 року заарештований гестапо за підозрою в причетності до Липневої змови, в якій брали участь його двоюрідний брат Карл-Генріх фон Штюльпнагель і зять Ганс-Александер фон Фосс. 5 листопада звільнений.

## Нагороди
- Орден Корони (Пруссія) 4-го класу
- Орден Корони Італії, кавалерський хрест
- Орден Оранських-Нассау, лицарський хрест (Нідерланди)
- Орден Лева і Сонця 5-го ступеня (Іран)
- Орден Святого Станіслава 3-го ступеня
- Орден Святого Йоанна (Бранденбург), лицар справедливості
- Пам'ятний знак весілля великого герцога Ернста Людвіга Гессенського (1905)
- Залізний хрест 2-го і 1-го класу
- Королівський орден дому Гогенцоллернів, лицарський хрест з мечами
- Орден «За заслуги» (Баварія) 4-го класу з мечами
- Орден Альберта (Саксонія), лицарський хрест 1-го класу з мечами
- Медаль «За відвагу» (Гессен)
- Хрест «За військові заслуги» (Брауншвейг) 2-го класу
- Військовий Хрест Фрідріха-Августа (Ольденбург) 2-го і 1-го класу
- Орден Залізної Корони 3-го класу з військовою відзнакою (Австро-Угорщина)
- Хрест «За військові заслуги» (Австро-Угорщина) 3-го класу з військовою відзнакою
- Військова медаль (Османська імперія)
- Орден «За хоробрість» 4-го ступеня, 1-й клас (Болгарія)
- Нагрудний знак «За поранення» в чорному
- Хрест «За вислугу років» (Пруссія)
- Почесний хрест ветерана війни з війни